# Flik 66D
A Fliegerkompanie 66D vagy Divisions-Kompanie 66 (rövidítve Flik 66D, magyarul 66. felderítőszázad) az osztrák-magyar légierő egyik repülőszázada volt.

## Története
A századot az ausztriai Straßhofban állították fel és kiképzése után 1917. december 15-én irányították az olasz frontra, ahol Casarcában volt a bázisa. 1918 nyarán a Belluno-hadseregcsoport kötelékében vett részt a sikertelen Piave-offenzívában; ekkor Feltréből indult bevetésekre. 1918 szeptemberében átszervezték hadtesthez rendelt felderítőszázaddá (Korps-Kompanie 66, Flik 66K).
A háború után a teljes osztrák légierővel együtt felszámolták.

## Századparancsnokok
- Eugen Macher százados
- Szendrey László százados
- Rákosi György főhadnagy

## Századjelzés
A tiroli fronton elrendelték a repülőszázadok megkülönböztető jelzéseinek használatát: ennek alapján a Flik 66D repülőgépeire fehér törzsgyűrűt, abba pedig villámot festettek. 

## Repülőgépek
- Hansa-Brandenburg C.I
- UFAG C.I